# Élections sénatoriales de 2004 dans le Var
Les élections sénatoriales dans le Var ont eu lieu le dimanche 26 septembre 2004. Elles ont eu pour but d'élire les sénateurs représentant le département au Sénat pour un mandat de dix années.

## Contexte départemental
Lors des élections sénatoriales du 24 septembre 1995 dans le Var, trois sénateurs RPR ont été élus selon un mode de scrutin proportionnel.
Depuis, tous les effectifs du collège électoral des grands électeurs ont été renouvelés, avec les élections législatives françaises de 2002, les élections régionales françaises de 2004, les élections cantonales de 2001 et 2004 et les élections municipales françaises de 2001.

## Sénateurs sortants
| Sénateur | Sénateur            | Parti | Fonctions lors de l'élection en 1995             |
| -------- | ------------------- | ----- | ------------------------------------------------ |
|          | André Geoffroy      | UMP   |                                                  |
|          | René-Georges Laurin | UMP   | Sénateur sortant, conseiller général             |
|          | François Trucy      | UMP   | Sénateur sortant, conseiller municipal de Toulon |

## Présentation des listes et des candidats
Les nouveaux représentants sont élus pour une législature de 10 ans au suffrage universel indirect par les 1814 grands électeurs du département. Dans le Var, les sénateurs sont élus au scrutin proportionnel plurinominal. Compte tenu des évolutions démographiques, leur nombre change en 2004, passant de 3 à 4 sénateurs à élire et 6 candidats doivent être présentés sur la liste pour qu'elle soit validée. Chaque liste de candidats est obligatoirement paritaire et alterne entre les hommes et les femmes. 8 listes ont été déposées dans le département. Elles sont présentées ici dans l'ordre de leur dépôt à la préfecture et comportent l'intitulé figurant aux dossiers de candidature.

### Divers droite
| N° | Candidats | Candidats        | Parti | Principale fonction |
| -- | --------- | ---------------- | ----- | ------------------- |
| 01 |           | François Trucy   | UMP   | Sénateur sortant    |
| 02 |           | Françoise Barre  | UMP   |                     |
| 03 |           | Hubert Garnier   | UMP   |                     |
| 04 |           | Fatiha Anckaert  | UMP   |                     |
| 05 |           | Edmond Estublier | UMP   |                     |
| 06 |           | Magdeleine Paul  | UMP   |                     |

### Union pour un mouvement populaire
| N° | Candidats | Candidats                   | Parti | Principale fonction                              |
| -- | --------- | --------------------------- | ----- | ------------------------------------------------ |
| 01 |           | Hubert Falco                | UMP   | Ministre, maire de Toulon                        |
| 02 |           | Christiane Hummel           | UMP   | Conseillère générale, maire de La Valette-du-Var |
| 03 |           | Élie Brun                   | UMP   | Conseiller général, maire de Fréjus              |
| 04 |           | Véronique Guérin-Poitrasson | UMP   |                                                  |
| 05 |           | André Geoffroy              | UMP   | Sénateur sortant                                 |
| 06 |           | Suzanne Arnaud              | UMP   |                                                  |

### Divers droite
| N° | Candidats | Candidats               | Parti | Principale fonction |
| -- | --------- | ----------------------- | ----- | ------------------- |
| 01 |           | Philippe Chateaureynaud | DVD   |                     |
| 02 |           | Sylvia Lopez            | DVD   |                     |
| 03 |           | Clément Roubaud         | DVD   |                     |
| 04 |           | Brigitte Huet           | DVD   |                     |
| 05 |           | Michel Ressejac Duparc  | DVD   |                     |
| 06 |           | Danielle Mars Bistolfi  | DVD   |                     |

### Parti socialiste - Parti communiste français
| N° | Candidats | Candidats             | Parti | Principale fonction                     |
| -- | --------- | --------------------- | ----- | --------------------------------------- |
| 01 |           | Pierre-Yves Collombat | PS    | Conseiller général, maire de Figanières |
| 02 |           | Raymonde Carletti     | PS    |                                         |
| 03 |           | Max Bastide           | PCF   |                                         |
| 04 |           | Évelyne Jardillier    | PS    |                                         |
| 05 |           | André Porporat        | PS    |                                         |
| 06 |           | Dominique Grisolle    | PS    |                                         |

### Divers
| N° | Candidats | Candidats         | Parti | Principale fonction |
| -- | --------- | ----------------- | ----- | ------------------- |
| 01 |           | Roland Delacretaz | DIV   |                     |
| 02 |           |                   | DIV   |                     |
| 03 |           |                   | DIV   |                     |
| 04 |           |                   | DIV   |                     |
| 05 |           |                   | DIV   |                     |
| 06 |           |                   | DIV   |                     |

### Mouvement national républicain
| N° | Candidats | Candidats      | Parti | Principale fonction |
| -- | --------- | -------------- | ----- | ------------------- |
| 01 |           | Alain Vauzelle | MNR   |                     |
| 02 |           |                | MNR   |                     |
| 03 |           |                | MNR   |                     |
| 04 |           |                | MNR   |                     |
| 05 |           |                | MNR   |                     |
| 06 |           |                | MNR   |                     |

### Les Verts
| N° | Candidats | Candidats         | Parti | Principale fonction |
| -- | --------- | ----------------- | ----- | ------------------- |
| 01 |           | Philippe Chesneau | Verts |                     |
| 02 |           |                   | Verts |                     |
| 03 |           |                   | Verts |                     |
| 04 |           |                   | Verts |                     |
| 05 |           |                   | Verts |                     |
| 06 |           |                   | Verts |                     |

### Front national
| N° | Candidats | Candidats              | Parti | Principale fonction |
| -- | --------- | ---------------------- | ----- | ------------------- |
| 01 |           | Philippe de Beauregard | FN    |                     |
| 02 |           |                        | FN    |                     |
| 03 |           |                        | FN    |                     |
| 04 |           |                        | FN    |                     |
| 05 |           |                        | FN    |                     |
| 06 |           |                        | FN    |                     |

## Résultats
| Tête de liste  | Tête de liste           | Liste          | Voix  | %      | Sièges |
| -------------- | ----------------------- | -------------- | ----- | ------ | ------ |
|                | Hubert Falco            | UMP            | 866   | 48,87  | 2      |
|                | Pierre-Yves Collombat   | PS-PCF         | 458   | 25,85  | 1      |
|                | François Trucy          | UMP            | 358   | 20,20  | 1      |
|                | Philippe Chesneau       | Verts          | 37    | 2,09   |        |
|                | Philippe de Beauregard  | FN             | 27    | 1,52   |        |
|                | Philippe Chateaureynaud | DVD            | 18    | 1,02   |        |
|                | Roland Delacretaz       | DIV            | 7     | 0,40   |        |
|                | Alain Vauzelle          | MNR            | 1     | 0,06   |        |
|                |                         |                |       |        |        |
| Inscrits       | Inscrits                | Inscrits       | 1 814 | 100,00 |        |
| Abstentions    | Abstentions             | Abstentions    | 28    | 0,94   |        |
| Votants        | Votants                 | Votants        | 2 946 | 99,06  |        |
| Blancs et nuls | Blancs et nuls          | Blancs et nuls | 25    | 0,85   |        |
| Exprimés       | Exprimés                | Exprimés       | 2 921 | 99,15  |        |

### Sénateurs élus
| Sénateur | Sénateur              | Parti |
| -------- | --------------------- | ----- |
|          | Pierre-Yves Collombat | PS    |
|          | François Trucy        | UMP   |
|          | Hubert Falco          | UMP   |
|          | Christiane Hummel     | UMP   |